# Staropatitsa
Staropatitsa (bulgariska: Старопатица) är ett distrikt i Bulgarien.   Det ligger i kommunen Obsjtina Kula och regionen Vidin, i den nordvästra delen av landet, 140 km nordväst om huvudstaden Sofia.
Omgivningarna runt Staropatitsa är en mosaik av jordbruksmark och naturlig växtlighet. Runt Staropatitsa är det glesbefolkat, med 16 invånare per kvadratkilometer.